# Bacău
Bacău [baˈkəw]ⓘ es una ciudad con estatus de municipiu de Rumania. Es la capital del distrito del mismo nombre en la región histórica de Moldavia. La ciudad se sitúa en la meseta de Moldavia, a orillas del río Bistrița, que se une al río Siret a unos 8 kilómetros hacia el sur de Bacău. La ciudad tiene un área de 43,19 km² y una población de 196 883 habitantes según estimaciones recientes.

## Historia
La ciudad cuenta con dos iglesias del siglo XV. Durante la ocupación de Rumania por los alemanes en el transcurso de la Primera Guerra Mundial, Bacău se convirtió en el cuartel general del ejército rumano.
Al igual que en los centros más urbanos de Moldavia, Bacău surgió en un vado que permitía el paso de agua. Los colonos desempeñaron un papel importante en el desarrollo de la ciudad. Los hallazgos arqueológicos, algunas viviendas de superficie o semienterradas de la segunda mitad del siglo XV, sugieren que los húngaros comenzaron a instalarse en la región después de 1345–1347 cuando el territorio estaba bajo el control del Reino de Hungría. Éstos ocuparon principalmente las orillas del río Bistrița. Los descubrimientos de un tipo de cerámica del siglo XIV color gris que también se ha encontrado en el norte de Europa también sugiere la presencia de colonos alemanes del norte. Originalmente la ciudad se centró en torno a la comunidad católica que se asentó cerca de un mercado local regular frecuentado por la población de la región en el curso bajo del río.
La ciudad fue mencionada por primera vez en 1408 cuando el príncipe Alejandro I de Moldavia (1400–1432) figuran los puntos de aduanas en el Principado en su privilegio para los comerciantes polacos. Sin embargo, una nueva investigación indica que la primera mención histórica de la ciudad es aún más temprana, que aparece en un documento legal de 1399 el Príncipe Iuga de Moldavia, hermanastro de Alejandro I de Moldavia. La aduana en la ciudad se menciona en antiguo eslavo eclesiástico como krainee mîto ("la casa de aduanas por el borde") en el documento de lo que puede indicar que se trataba de la última aduana antes de la frontera de Moldavia con Valaquia. El nombre de la ciudad que apareció en antiguo eslavo eclesiástico como Bako, Bakova o Bakovia puede proceder de un nombre propio. Los hombres que llevan el nombre de Bako procedían de Transilvania, en la Edad Media. La ciudad pudo haber sido el nombre de un húngaro posadero que, supuestamente, tenía una posada en el primer edificio en la ciudad, en la carretera de Bacău a Roman. Otra teoría sugiere que el nombre de la ciudad es de origen eslavo, que apunta a la palabra protoeslava byk, que significa "buey" o "toro", ya que la región que es muy adecuado para la cría de ganado. El término, traducido al alfabeto rumano como bâc, fue probablemente el origen de Bâcău.
Un documento sin fecha muestra que la șoltuz en Bacău, que es el jefe de la ciudad elegidos por sus habitantes, tenía el derecho de sentenciar a muerte a los delincuentes, al menos por robos, lo que deja a un privilegio ampliado, de forma similar a los que las ciudades reales en el Reino de Hungría disfrutado. Por lo tanto este derecho haya sido concedido a la comunidad cuando el territorio estaba bajo el control del Reino de Hungría. El escudo de armas de Bacău era oval, que es excepcional en Moldavia en los sellos de otros pueblos eran redondos.
Alejandro el Bueno donó la cera obtenida como parte de la cuota a pagar por el pueblo hasta el cercano monasterio ortodoxo de Bistrița. Fue probablemente su primera mujer llamada Margaret que fundó la iglesia franciscana de la Santa Virgen en Bacău. Pero la principal iglesia católica en la ciudad fue dedicada a San Nicolás. Una carta escrita por Juan de Rya, el obispo católico de Baia se refiere a Bacău como una civitas que implica la existencia de un obispado católico de la ciudad en ese momento. La carta también revela que los inmigrantes husitas que se habían sometido las persecuciones en Bohemia, Moravia y Hungría se establecieron en la ciudad y privilegios por Alejandro el Bueno.
El monasterio de Bistrița se concedió, además, los ingresos de la aduana de Bacău en 1439. En 1435 Esteban II de Moldavia (1433–1435, 1436–1447) pidió a los jueces de la ciudad para no obstaculizar a los comerciantes de Brașov, una importante centro de los sajones de Transilvania en su movimiento. Desde el siglo XV los ungureni, es decir, los rumanos de Transilvania comenzaron a poblar el norte del área del mercado donde se erigiría una iglesia ortodoxa después de 1500. Una pequeña residencia de los príncipes de Moldavia fue construida en la ciudad en la primera mitad del siglo XV. Fue reconstruida y ampliada en virtud de Esteban III el Grande de Moldavia (1457–1504) quien también construyó una iglesia ortodoxa en su interior. Sin embargo, los gobernantes pronto comenzó a donar los pueblos vecinos que se habían suministrado al mismo local de su hogar a los monasterios o nobles. Así, la residencia principesca local, fue abandonada después de 1500.
La ciudad fue invadida y destruida más de una vez en los siglos XV y XVI. Por ejemplo, en 1467, que el rey Matías de Hungría durante su expedición en contra de Esteban el fuego gran conjunto a todos los pueblos, entre ellos Bacău en su camino. Los registros de aduanas de Brașov muestra que pocos comerciantes de Bacău cruzó la Cordillera de los Cárpatos, en Transilvania después de 1500, y su mercancía no tenía ningún valor especialmente alto lo que sugiere que la ciudad fue disminuyendo en este período.
El obispado católico de Curtea de Argeș que en Valaquia había sido destruido por los tártaros se trasladó a Bacău en 1597. Desde el siglo XVII los obispos de Bacău eran sacerdotes polacos que no residen en la ciudad, pero en el Reino de Polonia. Sólo viajó vez en cuando, a su ver el fin de recoger los diezmos.
Según el informe de Monseñor Marco Bandini de la visita canónica de 1646, el șoltuz en Bacău fue elegido entre los húngaros de un año, y otro, entre los rumanos. Los nombres de la mayoría de los 12 habitantes de la ciudad registrados en 1655 también indican que los húngaros todavía formado su grupo mayoritario. En 1670 el arzobispo Parcevic Petrus, el vicario apostólico de Moldavia llegó a la conclusión de un acuerdo con el jefe de la Provincia Franciscana de Transilvania en la declaración del monasterio Bacău a ellos a fin de garantizar lo espiritual bienestar de la comunidad local húngara. Sin embargo, el obispo polaco protestó contra el acuerdo y la Santa Sede también se negó a ratificarlo.
Debido a las frecuentes invasiones de ejércitos extranjeros y el saqueo por los tártaros en el siglo XVII, muchos de sus habitantes católicos abandonaron Bacău y se refugiaron en Transilvania. Sin embargo, en 1851 la congregación católica en la ciudad hablaba todavía, cantó y oró en húngaro.
La primera fábrica de papel en Moldavia se estableció en la ciudad en 1851. Durante la Primera Guerra Mundial y la ocupación de Bucarest por las potencias centrales, Bacău fue el cuartel general del Ejército rumano.[cita requerida] La ciudad fue declarada municipio en 1968.

## Transporte

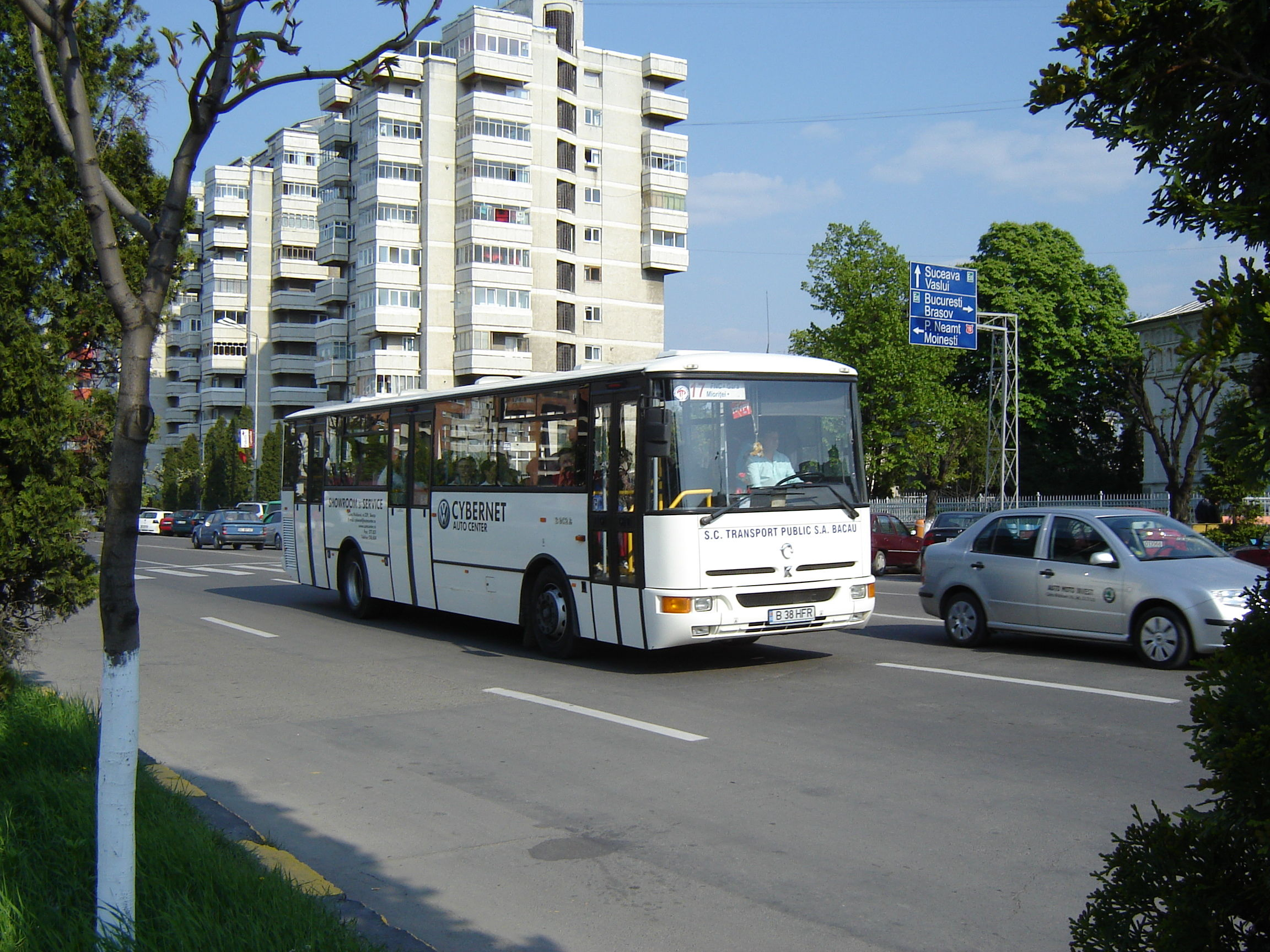
Autobús de la red pública de Bacău.

La ciudad se sitúa a unos 300 kilómetros hacia el norte de Bucarest.

### Por aire
El Aeropuerto Internacional de Bacău cuenta con vuelos directos hasta las ciudades rumanas de Bucarest y Timișoara, así como otras 11 ciudades de Italia y Alemania aparte de otras más ciudades de Europa como Madrid o Londres entre otras.

### Por tren
La terminal de ferrocarriles de Bacău (Gara Bacău) es una de las más transitadas de Rumanía, con acceso a la magistral 500 del ferrocarril rumano. La ciudad se encuentra conectada con las principales ciudades de Rumanía, y también sirve de tránsito para trenes internacionales provenientes de Ucrania, Rusia y Bulgaria.

### Por carretera
La ciudad se une a la capital rumana Bucarest (hacia el Sur) y las ciudades de Suceava y Iași (hacia el norte) gracias al DN2 (Carretera Nacional 2). La carretera europea E574 sirve de acceso a la región de Transilvania y a la ciudad de Brașov. Otras carreteras nacionales cruzan la ciudad.

## Discotecas
- Kremlin
- Privilege
- Republic Karaoke
- No Comment Club
- Ambiance Club
- Zebra
- Paradise
- Subway
- Gandhi
- Marinatool
- The one
- Valhalla
- Vanity Club